# Total Balalaika Show
Total Balalaika Show é um filme de 1994 do diretor Aki Kaurismäki com um concerto dos Leningrad Cowboys e do Alexandrov Ensemble.
O concerto aconteceu em 12 de junho de 1993 na Praça do Senado, em Helsinque, Finlândia. O evento atraiu uma multidão de aproximadamente 70.000 pessoas de duas nações – Finlândia e Rússia – que estavam envolvidas num estado de "coexistência pacífica" durante a Guerra Fria.
O show contou com uma mistura eclética de rock ocidental e música folclórica russa, e dançarinos folclóricos tocando músicas de rock.
Total Balalaika Show foi um sucesso crítico, marcando 77% de aprovação no Rotten Tomatoes.

## Lançamento
O filme está disponível em três lançamentos de DVD. O primeiro, lançado pela Sandrew Metronome em 2004, é para Região 2. O segundo, divulgado pela Facets, é para todas as regiões. O terceiro é da The Criterion Collection em um box Eclipse com os dois filmes originais.